# Téada
Téada est un groupe de musique irlandaise fondé en 2001. Il se compose de 5 musiciens : Oisín Mac Diarmada au violon, Paul Finn à l'accordéon diatonique, Damien Stenson à la flûte traversière et au tin whistle, Seán Mc Elwain au bouzouki irlandais et à la guitare et Tristan Rosenstock au bodhrán.

## Membres du groupe
- Oisín Mac Diarmada
- Paul Finn
- Damien Stenson
- Seán McElwain
- Tristan Rosenstock

## Discographie
- Téada (2003) ;
- Give Us A Penny And Let Us Be Gone (2004) ;
- Lá an Dreoilín (2004) ;
- Inné Amárach (2006) ;
- Ceol is Cuimhne (2010).